# پرسش زبان یونانی
پرسش زبان یونانی (به یونانی: το γλωσσικό ζήτημα) اختلاف نظری بر سر این بود که زبان رسمی ملت یونان زبان عامیانه یونانی‌ها یعنی دموتیکی یا زبان اصلاح‌شدهٔ و خالص‌تر کاتارووسا باشد. این یک موضوع بسیار بحث‌برانگیز در سده‌های ۱۹ و ۲۰ میلادی بود و سرانجام در سال ۱۹۷۶ هنگامی که دموتیکی به عنوان زبان رسمی انتخاب شد، به پایان رسید. این پدیده زبانی که در سایر نقاط جهان نیز رخ می‌دهد، دوزبان‌گونگی نام دارد.
در حالی که دموتیکی زبان عامیانه و گفتاری یونانیان بود، کاتارووسا نوع باستانی و رسمی بود که مانند یونانی نوین تلفظ می‌شد، اما ویژگی‌های واژگانی و ریخت‌شناسی یونانی باستان را داشت که زبان گفتاری با گذشت زمان از دست داده بود. مثلاً دموتیکی دارای وام‌واژه‌های بسیاری از ایتالیایی، لاتین و ترکی استانبولی بود درحالی که در کاتارووسا برابرهای یونانی باستان وجود داشت یا واژگان جدید بر اساس اصول واژه‌سازی ساخته می‌شد.

## متن نمونه
برای مثال در متن زیر به تفاوت‌های دو گونهٔ یونانی پی می‌برید:
- کاتارووسا:

Τὸ ὑποβληθὲν τῇ Ἱερᾷ Συνόδῳ ἐν χειρογράφῳ πόνημα Ὑμῶν ὑπὸ τὸν τίτλον «Βίος Ἰησοῦ Χριστοῦ» παρέπεμψεν αὔτη τῷ προεδρευόντι αὐτῆς Σεβ. Ἀρχιεπισκόπῳ Σύρου, Τήνου καὶ Ἄνδρου κ. Μεθοδίῳ, ὅπως δι' ἐκθέσεως αὐτοῦ ἀναφέρῃ αὐτῇ, ἂν τὸ περιεχόμενον τοῦ πονήματος τούτου εἶναι σύμφωνον πρὸς τὰς παραδόσεις τῆς Ὀρθοδόξου Ἐκκλησίας.
Tò hypovlithèn tí Hierá Synódo en cheirográfo pónima Hymón hypò tòn títlon "Víos Iesoú Christoú» parépempsen auti tó proedrevónti autís Sev. Archiepiskópo Sýrou, Tínou kaì Androu k. Methodío, ópos di' ekthéseos autoú anaféri autí, an tò periechómenon toú ponímatos toútou eínai sýmfonon pròs tàs paradóseis tís Orthodóksou Ekklisías.
- دموتیکی:

Το πόνημά σας που υποβλήθηκε σε χειρόγραφο στην Ιερά Σύνοδο με τον τίτλο «Βίος Ιησού Χριστού» παραπέμφθηκε στον πρόεδρό της Σεβ. Αρχιεπίσκοπο Σύρου, Τήνου και Άνδρου κ. Μεθόδιο, ώστε με έκθεσή του να της αναφέρει αν το περιεχόμενο του πονήματος αυτού είναι σύμφωνο με τις παραδόσεις της Ορθόδοξης Εκκλησίας.
To pónimá sas pou ipovlíthike se chirógrafo stin Ierá Sínodo me ton títlo "Víos Iesoú Christoú» , parapémfthike ston próedró tis Sev. Archiepískopo Sírou, Tínou kai Androu k. Methódio, óste me ékthesí tou na tis anaféri an to periechómeno tou ponímatos aftoú eínai símfono me tis paradósis tis Orthódoksis Ekklisías.
- فارسی امروزی:

نسخه خطی اثر شما به نام «زندگی عیسی مسیح»، توسط آن [شورای کلیسایی] به متدیوس (اسقف اعظم [شهرهای] سیروس، تینوس و آندروس) ارسال شد، تا او بتواند گزارش دهد که آیا محتوای این اثر مطابق با سنت‌های کلیسای ارتدکس است یا خیر.